# Jean Saunier
Ne doit pas être confondu avec Jean Saunier (football).
Pour les articles homonymes, voir Saunier.
Jean Saunier, né à Lyon le 9 septembre 1939 et mort à Paris le 3 juillet 1992, est un syndicaliste, écrivain, ésotériste et franc-maçon français.

## Biographie
Enfant unique de commerçants provinciaux, il tire de son éducation en internat jésuite un dégout profond pour les valeurs conservatrices, mais aussi une fascination pour les choses de l'esprit[réf. nécessaire].
Devenu inspecteur des impôts, il est responsable syndical a la CFDT dans les années soixante-dix. Il s'engagera toute sa vie pour des causes politiques et spirituelles[réf. nécessaire].
Outre ses ouvrages, il publia également de nombreux articles dans Le Symbolisme, les Études Traditionnelles et l'Initiation, sous son nom et sous les pseudonymes d'Ostabat ou d'Emmanuel Deguilhaume.
Passionné d'ésotérisme, il s'intéressa notamment à l'œuvre d'Alexandre Saint-Yves d'Alveydre et à la synarchie, leur consacrant deux ouvrages: La Synarchie (1971) et Saint-Yves d'Alveydre ou une synarchie sans énigme (1981).
Franc-maçon, il a été initié à 21 ans le 16 décembre 1960 dans la loge Le Prisme N. 777 de la Grande Loge de France, trois ans plus tard il passe Compagnon et il devient Maître le 20 octobre 1964. Passé à la Grande Loge nationale française, en 1964, avec Paul Naudon, Jean Granger, Pierre Mariel, Jean Baylot et d'autres il fonde la loge d'étude et de recherches « Villard de Honnecourt »  N. 81, dont il devient le vénérable maître. Il est membre, et  depuis 1967 vénérable maître, de la loge Saint-Jean aux trois chardons N. 90 et en 1969 il devient grand archiviste de l'obédience. Membre du Grand Prieuré des Gaules, au Rite écossais rectifié il est Chevalier bienfaisant de la Cité sainte avec le nom d'ordre de Johannes a Monte Carmelo et membre du collège des grands profès de Genève. Il est aussi membre de la Grande Loge des maîtres maçons de la Marque d'Angleterre.
Il est inhumé au cimetière du Père-Lachaise (92e division), à Paris.

## Publications
- La Synarchie, Évreux, Le Cercle du bibliophile, coll. « Histoire des personnages mystérieux et des sociétés secrètes », 1973 (1re éd. 1971, Paris, Culture, art, loisirs), 287 p.Le faux-titre porte : La Synarchie ou le Vieux rêve d'une société nouvelle.
- Saint-Yves d'Alveydre ou une synarchie sans énigme, Paris, Dervy-livres, coll. « Histoire et tradition », 1981, 485 p. (ISBN 2-85076-141-9, présentation en ligne).
- Les Francs-maçons (préf. Robert Amadou), Paris, Culture, art, loisirs, coll. « Histoire des personnages mystérieux et des sociétés secrètes », 1972 (présentation en ligne).
- Préface, avec Yves-Fred Boisset, à: Saint-Yves d'Alveydre, Mission des juifs, Paris, Éditions traditionnelles, 1973.
- L'Opus Dei et les sociétés secrètes catholiques, Paris, Culture, arts, loisirs, « Histoire des personnages mystérieux et des sociétés secrètes », 1973.
- Le Pouvoir des banques suisses, Paris, Temps actuels, « La Vérité vraie », 1982.
- Comprendre les Francs-Maçons - Essai de description d'une société traditionnelle, Éditions Ivoire-Clair, 1999 (réédition de Les Francs-maçons, avec les illustrations originales De Jorge Soteras)
- Les chevaliers aux portes du Temple. Aux origines du rite écossais rectifié, Groslay, Éditions Ivoire-clair, 2005[6]. (Recueil de divers articles publiés essentiellement dans la revue Le Symbolisme dans les années soixante sous le patronyme de l'auteur ou son pseudonyme Ostabat.)